# Manu Barreiro
Manu Barreiro (Santiago de Compostela, 8 de julio de 1986) es un futbolista español que se encuentra sin equipo tras haber salido de la SD Compostela de la Tercera Federación.

## Biografía
Empezó jugando en las categorías inferiores del Real Madrid CF y del Valencia CF donde llegó a jugar en el filial de este último, el Valencia CF B. Tras pasar posteriormente por el CD Lalín fichó por el Algeciras CF, donde solo jugó la temporada 2006/07 en Tercera División y media temporada 2007/08 en Segunda B y destacó por sus 18 goles entre otras cosas para que el Cádiz CF se hiciera con sus servicios, empezando la siguiente temporada, la 2007/08, con el Cádiz CF B también en Tercera División, aunque fue alternando con el primer equipo en Segunda División (donde consiguió marcar un gol ante el Celta de Vigo).
En la temporada 2008/09 formó parte del primer equipo del Cádiz CF, donde consiguió el ascenso a Segunda División, el liderato en su grupo y ser el campeón de Segunda División B, aunque su actuación ha sido bastante discreta y marcó un solo gol de liga ante el Granada CF donde los amarillos fueron derrotados por 2-3. El Lucena CF, de la Segunda División B de España intentó hacerse con sus servicios.
Tras finalizar contrato con el Cádiz CF al acabar la temporada 2008/09 ficha por el Jerez Industrial CF de la Segunda División B de España. Debido a la falta de pago de su sueldo por el equipo jerezano durante cinco meses debido a la incompetencia manifiesta del presidente Ricardo García, pidió la carta de libertad y fichó por el Zamora CF en enero de 2010. 
Su posterior destino fue la tercera división gallega, donde militó en el CCD Cerceda siendo el máximo goleador de la liga y contribuyendo a que el equipo quedase campeón. Tras militar durante la temporada 2011/12 en el Pontevedra CF, ficha en el mes de junio por el Racing Club de Ferrol. 
Con el  Racing Club de Ferrol logra el ascenso a la Segunda División B, su aportación fue muy importante y fue el máximo goleador del equipo con 21 tantos. En su segunda temporada en Ferrol logró 20 goles, ayudando al equipo a ser segundo en la tabla y clasificándose para jugar los play offs de ascenso a Segunda División y siendo uno de los jugadores más queridos de la afición, a la que se ha ganado a base de goles. 
Tras terminar la temporada, a finales de junio de 2014 fichó por el Deportivo Alavés para volver a jugar en la Segunda División. En el Deportivo Alavés en su primera campaña, consiguió anotar once tantos en treinta partidos y ser nombrado mejor jugador de la Liga Adelante del mes de marzo. Tras ello, juega otra campaña en el Alavés, dos y media en el Gimnàstic de Tarragona y cinco en el CD Lugo, todas en Segunda División, convirtiéndose en ídolo del club en este último equipo.
El 5 de julio de 2023 se oficializa su regreso a la SD Compostela de la Segunda Federación.

## Clubes
| Temporada | Club                        | País   | Liga               | Partidos | Goles | Asistencias |
| --------- | --------------------------- | ------ | ------------------ | -------- | ----- | ----------- |
| 2004-05   | Valencia CF B               | España | Tercera División   | 1        | 0     | -           |
| 2005-06   | CD Lalín                    | España | Tercera División   | 33       | 8     | -           |
| 2006-07   | Algeciras CF                | España | Tercera División   | 39       | 16    | -           |
| 2007-08   | Algeciras CF                | España | Segunda B División | 17       | 2     | -           |
| 2007-08   | Cádiz CF "B"                | España | Tercera División   | 12       | 8     | -           |
| 2007-08   | Cádiz CF                    | España | Segunda División   | 7        | 1     | 0           |
| 2008-09   | Cádiz CF                    | España | Segunda División B | 14       | 1     | -           |
| 2009-10   | Jerez Industrial CF         | España | Segunda División B | 16       | 6     | -           |
| 2009-10   | Zamora CF                   | España | Segunda División B | 7        | 0     | -           |
| 2010-11   | CCD Cerceda                 | España | Tercera División   | 36       | 20    | -           |
| 2011-12   | Pontevedra CF               | España | Tercera División   | 36       | 12    | -           |
| 2012-13   | Racing Club de Ferrol       | España | Tercera División   | 38       | 23    | -           |
| 2013-14   | Racing Club de Ferrol       | España | Segunda División B | 28       | 21    | -           |
| 2014-15   | Deportivo Alaves            | España | Segunda División   | 30       | 11    | 1           |
| 2015-16   | Deportivo Alaves            | España | Segunda División   | 34       | 6     | 1           |
| 2016-17   | Deportivo Alaves            | España | Primera División   | 1        | 0     | 0           |
| 2016-17   | Club Gimnàstic de Tarragona | España | Segunda División   | 19       | 5     | 1           |
| 2017-18   | Club Gimnàstic de Tarragona | España | Segunda División   | 40       | 11    | 5           |
| 2018-19   | Club Gimnàstic de Tarragona | España | Segunda División   | 20       | 1     | 0           |
| 2018-19   | CD Lugo                     | España | Segunda División   | 15       | 2     | 1           |
| 2019-20   | CD Lugo                     | España | Segunda División   | 37       | 7     | 3           |
| 2020-21   | CD Lugo                     | España | Segunda División   | 24       | 7     | 2           |
| 2021-22   | CD Lugo                     | España | Segunda División   | 36       | 7     | 0           |
| 2022-23   | CD Lugo                     | España | Segunda División   | 32       | 2     | 2           |